# Бентели, Константина
Константина Бентели (греч. Κωνσταντίνα Μπεντέλη; род. 24 августа 1993) — греческая тяжелоатлетка.

## Биография
Константина Бентели родилась 24 августа 1993 года.

## Карьера
В 2009 году на чемпионате Европейского союза Константина участвовала в категории до 53 кг и показала результат 137 кг (65 + 72). В том же году на юниорском чемпионате мира стала пятнадцатой, подняв в сумме 139 кг.
Такой же результат Бентели показала на взрослом чемпионате мира 2010 года в Анталье и стала 23-й. На юниорском чемпионате Европы подняла 148 килограммов, став седьмой. На взрослом европейском первенстве превзошла своё достижение на один килограмм и стала 17-й.
На чемпионате мира 2014 года Константина перешла в весовую категорию до 58 килограммов. Она заняла 27-е место с результатом 177 кг (82 + 95).
На чемпионате Европы 2016 года в весовой категории до 58 килограммов стала одиннадцатой, подняв 85 кг в рывке и 101 кг в толчке. Спустя год заняла такое же место, но результат улучшила — 86 и 106 килограммов в рывке и толчке, соответственно.
В 2018 году стала серебряным призёром Игр Средиземноморья, подняв в рывке 98 кг и толкнув 107. Впервые в карьере подняла в сумме выше 200 кг на международном турнире в Катаре (91 + 110).
На чемпионате Европы 2019 года в Батуми заняла шестое место с результатом 207 кг. В том же году стала победительницей Игр Средиземноморья с результатом 210 кг (94 + 116).